# 长白山保护开发区池西区特殊乡镇
长白山保护开发区池西区特殊乡镇或称池西区，是中华人民共和国吉林省白山市抚松县下辖的一个乡镇级行政单位，实际是长白山保护开发区下辖的三个经济管理区之一。池西区的政府层级为县级。

## 行政区划
长白山保护开发区池西区特殊乡镇下辖以下地区：
卧龙社区、丁香社区、白桦社区、林海社区、白溪社区、参花社区、东参村、东岗村和西参村。

## 政府机构
隶属于长白山保护开发区管理委员会的池西区管委会具有县级政府的行政管理职能和权限。
池西区管委会下设8个职能部门：党群人事部、办公室、监察室、经济发展商务局、规划建设环保局、财政局、社会事务局、国土局，3个事业单位：综合执法大队、房屋征收经办中心和计划生育指导站。2016年，池西区党委成立环境与资源保护局、人力资源和社会保障局。